# Extremis
"Extremis" é o sexto episódio da décima temporada da série de ficção científica britânica Doctor Who, transmitido originalmente através da BBC One em 20 de maio de 2017. Foi escrito por Steven Moffat e dirigido por	Daniel Nettheim.
Neste episódio, o Vaticano pede ao Doutor (Peter Capaldi) que investigue o Veritas, um livro cujo leitores se matam depois de lê-lo. Quando ele é traduzido e lançado on-line, o Doutor deve descobrir o segredo obscuro que o livro detém. Este é o primeiro de três episódios ligeiramente conectados chamados de "Trilogia dos Monges".

## Enredo
O Doutor, ainda cego, usa seus óculos de sol sônicos para ter uma visão limitada e obter informações sobre as coisas que estão a sua volta. O Papa e membros do Vaticano pedem ajuda para lidar com um texto chamado Veritas, recentemente traduzido e que faz com que os leitores se suicidem. O Doutor vai com Bill Potts e Nardole até biblioteca secreta dentro do Vaticano. Eles descobrem que um padre leu o livro e enviou uma cópia por e-mail ao CERN. Ele então foge e se mata. O Doutor tenta ler o livro quando Bill e Nardole descobrem uma série de portais, aparentemente ligados ao CERN, o Pentágono e a Casa Branca, entre outros lugares. Enquanto isso, o Doutor é forçado a fugir com o laptop do sacerdote quando os monges, figuras esqueléticas com vestes vermelhas, aparecem e perseguem-no.
Bill e Nardole entram no portal do CERN, descobrindo que os cientistas estão preparados para se matar usando explosivos. O cientista principal os encoraja a ficar. Ele demonstra-lhes que cada vez que ele lhes pede para falar um número aleatório, eles, juntamente com os outros cientistas dizem o mesmo. Os dois fogem de volta para a área dos portais. Nardole então percebe que os portais são realmente projeções de computador, e quando ele tenta sair da projeção, ele desaparece. Bill então segue uma trilha de sangue através de um portal, encontrando o Doutor no Salão Oval.
O Doutor explica que o Veritas descreve um "demônio" que planeja invadir a Terra, criando simulações detalhadas dela em preparação. Como os computadores só podem gerar números pseudoaleatórios, os simulacros tentavam pensar números aleatórios, mas inevitavelmente falhavam, revelando-se como criações artificiais. Tendo aprendido esta "verdade", eles se matam para escapar da simulação. Bill se desintegra da mesma maneira que Nardole fez e um monge aparece. O Doutor, plenamente consciente de que é um simulacro, diz ao alienígena que a Terra estará pronta, já que está gravando tudo através de seus óculos sônicos e envia as informações para o seu eu real por e-mail.
Ao longo do episódio, flashbacks mostram que o Doutor foi convocado para realizar a execução de Missy. Ele no entanto decide salvá-la, e com a ajuda de Nardole, trancou-a em uma câmara quântica - o cofre que guardam atualmente - por mil anos. No presente, o Doutor recebe o e-mail dele, e através das portas do cofre, pede ajuda a Missy para lutar na invasão.

### Continuidade
A presença de Nardole com o Doutor durante décima temporada é explicada como uma continuação de "The Husbands of River Song", com River Song pedindo para Nardole impedir que o Doutor faça ações extremas após sua morte.  Nardole é mostrado lendo o diário de River, visto pela primeira vez na história do Décimo Doutor "Silence in the Library"/"Forest of the Dead", onde ela morre. Missy alude à "aposentadoria" do Doutor em Darillium com River ("The Husbands of River Song") e oferece suas condolências a respeito de sua morte.